# Sweet Home Alabama (film)
Sweet Home Alabama is een Amerikaanse film uit 2002 met rollen voor Reese Witherspoon, Josh Lucas, Patrick Dempsey, Candice Bergen, Fred Ward en Jean Smart.
Dakota Fanning heeft een rolletje als de jonge Melanie, die als volwassene wordt gespeeld door Reese Witherspoon.

## Verhaal
De film gaat over de succesvolle modeontwerpster Melanie Smooter (Reese Witherspoon), woonachtig in New York, die terug naar haar geboortestaat Alabama reist om haar nog steeds wettelijke levenspartner een scheiding te laten tekenen. Het loopt echter anders dan aanvankelijk was gepland.

## Rolverdeling
| Acteur            | Personage             |
| ----------------- | --------------------- |
| Reese Witherspoon | Melanie Smooter       |
| Josh Lucas        | Jake Perry            |
| Patrick Dempsey   | Andrew Hennings       |
| Candice Bergen    | Mayor Kate Hennings   |
| Mary Kay Place    | Pearl Smooter         |
| Fred Ward         | Earl Smooter          |
| Jean Smart        | Stella Kay Perry      |
| Ethan Embry       | Bobby Ray             |
| Melanie Lynskey   | Lurlynn               |
| Courtney Gains    | Sheriff Wade          |
| Mary Lynn Rajskub | Dorothea              |
| Rhona Mitra       | Tabatha Wadmore-Smith |
| Nathan Lee Graham | Frederick Montana     |
| Sean Bridgers     | Eldon                 |
| Fleet Cooper      | Clinton               |
| Dakota Fanning    | Melanie (als kind)    |
| Thomas Curtis     | Jake (als kind)       |

Keep the Change (1992) · Desperate Choices: To Save My Child (1992) · The Amy Fisher Story (1993) · It Takes Two (1995) · Fools Rush In (1997) · Ever After (1998) · Anna and the King (1999) · Sweet Home Alabama (2002) · Hitch (2005) · Fool's Gold (2008) · The Bounty Hunter (2010) · Wild Oats (2016) · The Secret: Dare to Dream (2020) · Unit 234 (2024)